# Ootaxonomie
L'ootaxonomie est la branche de la taxonomie basée sur la morphologie des œufs. Elle est surtout utilisée chez les insectes, mais peut aussi l'être chez d'autres taxons ovipares. Elle concerne aussi bien l'étude d'un œuf intact que celle de fragments d'œufs, et se base sur des critères macroscopiques comme la taille, la densité ou la forme de l'œuf, mais aussi sur l'aspect de l'œuf au microscope.

## Exemples
- Les huit sous-espèces du Phasme de Rossi sont différenciées grâce à l'ootaxonomie[réf. souhaitée].

- L'ootaxonomie est aussi utilisée pour distinguer les œufs trouvés dans les nids de différentes espèces de tortues Chelidae. En particulier, la morphologie à l'échelle microscopique des fragments d'œufs laissés par leurs prédateurs permet d'identifier l'espèce de tortue ayant construit le nid[1].

- Elle est aussi utilisée pour catégoriser les différentes espèces d'Acartiidae, une famille de crustacés[2].